# Jemča
JEMČA a.s., (do 13. ledna 2020 Tata Global Beverages Czech Republic a.s., do 19. srpna 2010 Jemča, a.s.) v Jemnici, je přední český výrobce balených čajů. Balí a prodává více než 50 produktů – čaje tradiční, ovocné i bylinné. Dosahuje ročního obratu téměř 300 miliónů korun.
Od roku 2020 společnost vlastní Dr.Müller Pharma.

## Historie
V roce 1938 se v Jemnici nalézala hospodářská družstva: filiálka «Okresního hospodářského družstva» Mor. Budějovice, filiálka «Zemědělské družiny» Mor. Budějovice a německé družstvo «Lagerhaus Jemnice der Bezugs- u. Verwertungszentrale Brünn». Vedle hospodářských družstev také velkoobchod Karla Mayera, který byl po zřízení Protektorátu Čechy a Morava arizován.
Správcem zabaveného velkoobchodu se stal Ignaz Kreuter. Na začátku roku 1943 byl dosavadní správce Ignatz Kreuter (Jemnice č. 61) odvolán a novým správcem byl s účinností od 1. února 1943 ustanoven Leo Falb (Chomutov, Grillparzerstraße 39). Německé družstvo fungovalo od roku 1944 jako «Karo, potravinářská společnost s.r.o. v Jemnici», při níž byly zbudovány dřevěné baráky s ruční balírnou kávové náhražky „Karo” (též Karo mouka, Karo krupice).
Dne 1. října schválila rada zem. nár. výboru v brně na své 35. schůzi konfiskaci majetku firmy «Karo, továrny na poživatiny v Jemnici». Po doporučení K. Gottwalda, aby i malovýrobci zaujali kladný vztah k vyšším formám hospodářství (národním podnikům, komunálním podnikům a družstvům), došlo v březnu 1947 v Jemnici k ustanovení „Obchodního družstva” pro soudní okres Jemnice a přilehlé obce sousedních okresů. Na ustavující schůzi se sešlo 46 obchodníků a živnostníků z Jemnice a okolí. Obchodní družstvo převzalo úkoly dosavadních velkoobchodníků „Ferdinanda Fučíka” (obchod se smíšeným zbožím čp. 308) a národního správce velkoobchodu „Ignác Kreuter”.

### Období 1948–1990
Už na přelomu let 1947–1948 komunisté usilovali o rozbití soukromého velkoobchodu prostřednictvím rozděloven a tento trend po únoru 1948 dovršili znárodněním velkoobchodu a zahraničního obchodu. Národní shromáždění republiky Československé vydalo 2. prosince 1948 „Zákon o Velkodistribučním podniku v oboru potravinářském” (Zákon č. 279/1948 Sb.) a následně vláda Československé republiky vládním nařízením z 25. ledna 1949 stanovy «Velkodistribučního podniku».
Ustanovení základní.
§ 1.
(1)
Firma Velkodistribučního podniku zní:
„Velkodistribuční podnik, zapsané společenstvo s ručením obmezeným.“.
(2)
Sídlem Velkodistribučního podniku je Praha; Velkodistribuční podnik může zřídit potřebný počet odštěpných závodů.
(3)
V obchodním styku může Velkodistribuční podnik používati označení „VDP“.
§ 2.
Velkodistribučnímu podniku přísluší:
a)
výhradní právo nakupovat pro vnitřní trh potraviny a nápoje a jiné poživatiny od průmyslových a řemeslných výrobců i dovozců a provozovat s nimi velkoobchodní činnost,
b)
nakupovat a prodávat ve velkém na vnitřním trhu zboží, které se obvykle prodává v obchodech se smíšeným zbožím,
c)
provozovat v rozsahu stanoveném ministerstvem vnitřního obchodu v dohodě s ministerstvem výživy doplňkovou výrobní činnost obvyklou u distribučních podniků (jako zušlechťování, úpravu, plnění do lahví, balení a pod.),
d)
provádět výrobní a distribuční činnost v rozsahu vyplývajícím z § 11, odst. 1 zákona,
e)
dozírat vlastními revisními orgány na zachování ustanovení zákona, stanov a jiných předpisů vydaných podle něho a na plnění příkazů ministerstva vnitřního obchodu.
Vládní nařízení ze dne 25. ledna 1949, kterým se vydávají stanovy Velkodistribučního podniku.
V Jemnici byl z Obchodního družstva zřízen odštěpný závod „VDP Jemnice” (se sídlem ul. Rudé armády čp. 553). V roce 1951 byl VDP transformován ve «Velkoobchod potravinářským zbožím, n. p., Praha» (VPZ) a od 1. ledna 1954 rozdroben na jednotlivé krajské závody, které byly předány pod správu krajů. V roce 1958 byl zřízen národní podnik «Balírny obchodu Praha», který měl monopol na pražení a balení kávy. Balírny obchodu zpracovávaly také čaj, neloupané a loupané arašídy, celý sortiment suchých plodů a koření, sušenou zeleninu, instantní nápoje, rýži, luštěniny, pekly zmrzlinové kornouty. Měl devět závodů, z nichž šest upravovalo dováženou zelenou kávu. Výhradním dovozcem kávy byl s.p. Koospol. Výrobní závody se nacházely v Praze, Roudnici nad Labem, Varnsdorfu, Liberci (pobočný závod Chřibská), Jihlavě (pobočný závod Jemnice na balení potravin a čajů, Pacov), Valašském Meziříčí (a v Olomouci), Bratislavě, Trnavě a Popradě (pobočný závod Spišská Belá). V roce 1974 se závod v Jemnici začal specializovat na balení čaje.

### Období po roce 1989
K 1. lednu 1991 podnik rozdělením na jednotlivé závody zanikl. V roce 1992 byl závod privatizován a založena akciová společnost Jemča (Jemča = jemnický čaj). V roce 1997 vláda ČR rozhodla o prodeji společnosti „Aktivita, s.r.o.”, většinovým vlastníkem a.s. Jemča se stala skupina «Agrotrade».
JEMČA, a.s., Jemnice - PP 11344

Hodnota základního jmění: 75 002 tis. Kč
Rozdělení akcií: 56.00 % přímý prodej - AKTIVITA, s.r.o. Nominální hodnota 1 akcie: 1 000 Kč. Kupní cena 1 akcie bude stanovena dohodou ve výši dvojnásobku tržní hodnoty jedné akcie na kapitálovém trhu (průměr za poslední tři měsíce) před uzavřením kupní smlouvy. Minimálně za cenu: 1 397 Kč za jednu akcii (stanovena za období 11/96, 12/96, 1/97).
Nabyvatel: AKTIVITA s.r.o., Wenzigova 5, Praha 2, IČO: 61056821. Podmínky privatizace: Přímý prodej 56% akcií akciové společnosti JEMČA Jemnice, se sídlem Znojemská 687, 675 31 Jemnice se uskuteční ve dvou částech:
1) 28 % akcií - přímý prodej:
a) Prodej jedné akcie se uskuteční za dohodnutou cenu, stanovenou ve výši dvojnásobku tržní hodnoty jedné akcie na kapitálovém trhu (průměr za poslední tři měsíce), před uzavřením kupní smlouvy, nebo za minimální cenu 1 397 Kč za jednu akcii, je-li tato hodnota vyšší než dohodnutá cena.
b) Nabyvatel akcií učiní ostatním akcionářům do 60 dnů od nabytí akcií z FNM ČR veřejný návrh smlouvy o koupi akcií dle §183a obchodního zákoníku s vyloučením postupu podle odst. 3 tohoto ustanovení a s vyloučením možnosti veřejný návrh odvolat nebo změnit. Cena za jednu akcii podle §183a odst. 4 písmeno c) obchodního zákoníku bude určena ve výši ceny, za kterou nabyvatel nabýval akcie od FNM ČR.
2) 28 % akcií - ponecháno v dočasném držení FNM ČR:
a) Prodej těchto akcií prodej bude uskutečněn k 31. 12. 1999, nabyvateli společnosti AKTIVITA, s.r.o., Wenzigova 5, 120 00 Praha 2, IČO : 61056821, za předpokladu, že budou splněny podmínky 2 e), f), g).
b) Výkonem akcionářských práv k těmto akciím pověří FNM ČR společnost Aktivita, s.r.o. (IČO: 61056821), ihned po uzavření kupní smlouvy na 28 % akcií, určených na přímý prodej.
c) Prodej se uskuteční za stejnou dohodnutou cenu, jako při přímém prodeji prvních 28 % akcií.
d) Prodej se uskuteční k 31. 12. 1999.
e) Nedojde ke zrušení společnosti, její přeměně, sloučení, splynutí nebo rozdělení.
f) Nedojde ke změně předmětu podnikatelské činnosti.
g) Společnost bude dosahovat minimálně stejných hospodářských výsledků jako v letech 1993 až 1996.
3) Předkupní právo FNM ČR na prvních 28 % akcií z 56 % akcií určených na přímý prodej společnosti AKTIVITA, s.r.o., a to na dobu 6 let od uzavření kupní smlouvy.
Usnesení vlády ČR ze dne 19. března 1997 č. 168 + P

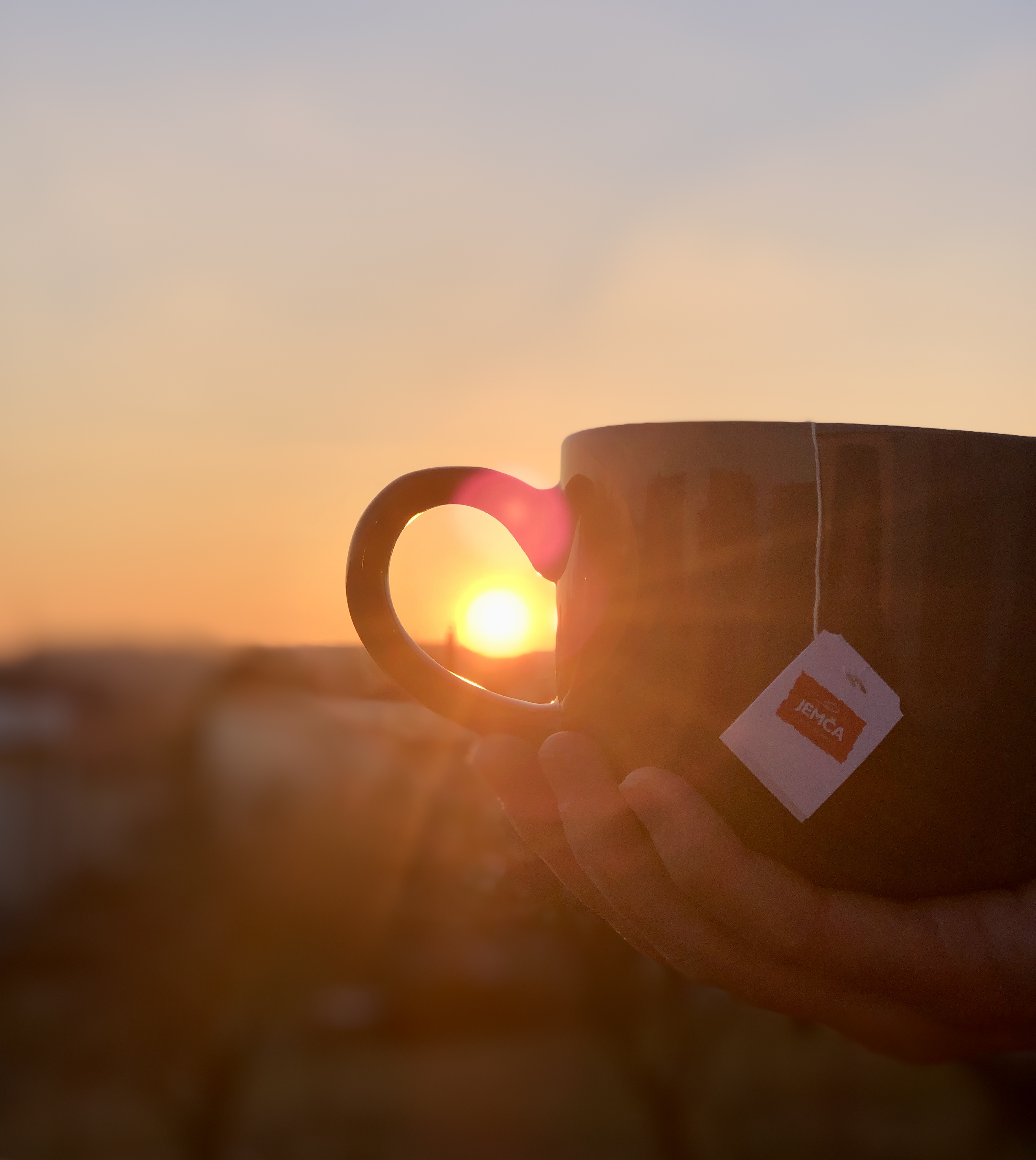
Jemča

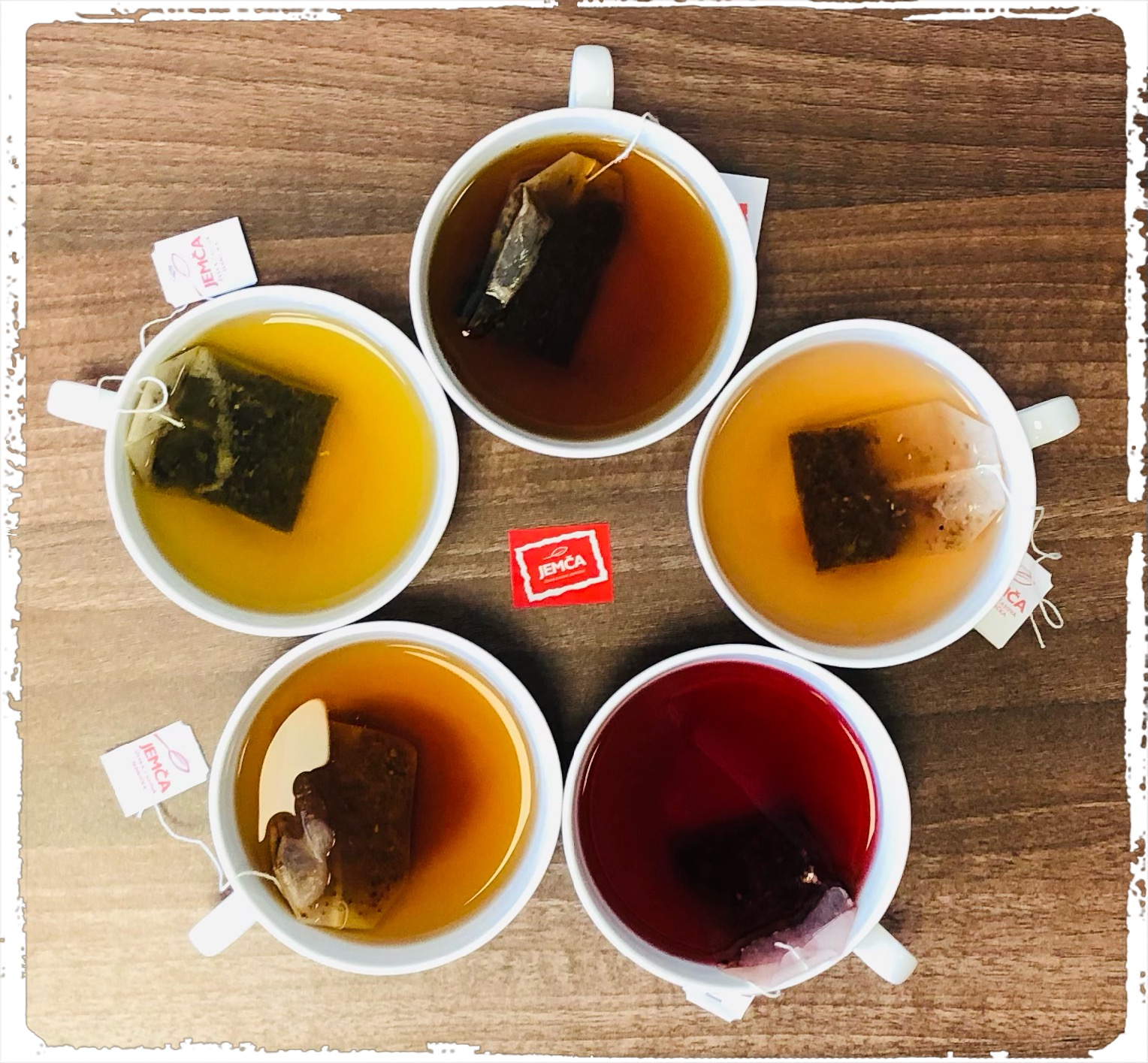
čaje Jemča

O sedm let později Jemča zanikla sloučením do společnosti «Alima značková potravina». V dubnu 2006 podnik koupila anglická společnost Tetley GB Limited, která je součástí celosvětového koncernu «Tata Group». V roce 2010 se společnosti Tata Group, zaměřené na výrobu nápojů sjednotily pod názvem «Tata Global Beverages » a z Jemči se stala firma «Tata Global Beverages Czech Republic, a.s.».
- 1958 – Balírny obchodu Praha, státní podnik zakládají závod na balení čajů[20].
- 1974 – Vznik samostatné společnosti[21].
- 1992 – Privatizace státního podniku[20]
- 1997 – Rozhodnutí vlády ČR o prodeji společnosti Aktivita, s.r.o. [22].
- 2004 – Fúze 3 společností holdingu Agrotrade – Jemča, Nanuk a Boneko v jednu společnost Alima – značková potravina, a.s. Výroba čajů nebyla přerušena[23].
- 2006 – Jemča, a.s. koupena britskou společností Tetley Overseas Holding Ltd, součásti indického koncernu Tata Tea Ltd.[20]

V roce 2020 bylo oznámeno, že výrobna čajů v Jemnici byla prodána společnosti Dr.Müller Pharma.
Společnost JEMČA a.s. ve svém závodě v Jemnici vyrábí více než 60 druhů čajů a zaměstnává kolem 85 zaměstnanců.

## Význam
Jemča má největší podíl objemu prodaných čajů na českém trhu.
Byla součástí koncernu, jež je celosvětově na druhém místě v produkci značkového čaje (Tata Tea) a který prodává čaje ve 40 zemích světa. Jemča získává přibližně ¼ svých výnosů z prodeje čajů v zahraničí, zbytek je prodej na domácím trhu.

## Nejznámější značky
Jemnická výroba produkuje několik typů a druhů čajů, má jich být na 60 druhů.
- Pigi
- Zlatý čaj
- Klub čaj
- Zlaté ráno

### Produktové řady
- Ovocné čaje
- Zelené čaje
- Bylinné čaje
- BIO čaje
- Černý čaj
- Pigi
- Zlaté ráno
- Sypané čaje
- Kolekce
- Gastro čaje
- Horké ovoce
- Ledové čaje
- Funkční čaje